# Marabunta Rugby Club
Marabunta Rugby Club es un club deportivo fundado el 3 de octubre de 1970, ubicado en la ciudad de Cipolletti, Río Negro, Argentina. Es uno de los clubes más antiguos de la Unión de Rugby del Alto Valle de Río Negro y Neuquén. En este club se practica rugby y hockey, ambas disciplinas cuentan con equipos masculinos y femeninos

## Historia
Los comienzos del club son de 1957 siendo un deporte que se practicaba dentro del Club Cipolletti. Surge allí como una iniciativa de A. Bellino, Dr. Gadano y Dr. Berjolis. Los primeros jugadores fueron R. Rodríguez, Tuminello, L.A.Pérez, E. París, Kellu, Torres, J. Pagano, E.M. Reta, Villanova, Wymberg, Cauton, H. Rodríguez, L. Dombal, Guerrero, D. Klein, F. Klein, Rainhazar, Panzani, Cañadas, Dvorachuck, Arkdjer, Soto, Riavitz, Saguietti, Darriba, Dover, Lepoire, Fernández, Panfalone, Andrade. Los entrenadores de aquellos jóvenes fueron Yerio y Dilela y como jugadores. También había jugadores de cuarta división: J. Badillo, R. París, L.Concetti, H. Ferrera, O. Rossi, R. González, R. Rodríguez, C. Marinozzi.
A fines de 1962 se produjo la desvinculación del Club Cipolletti de esta actividad deportiva. Como consecuencia de esto y de que algunos jugadores dejan la zona, la actividad se comienza a desmembrar hasta desaparecer en la ciudad, pero no para siempre. Dos años más tarde vuelve a cobrar impulso con el San Martín R.C., pero comienza la idea de emanciparse del apoyo de otras entidades. En una reunión a tal efecto se decide el cambio de nombre para el nuevo club, estando en votación los nombres de Santa Marta Rugby Club y Marabunta Rugby Club. Por mayoría de votos se decidió que este último sería el nombre del nuevo club naciente. Por entonces sus autoridades fueron Eduardo Luis París, presidente, y Héctor Alfonso, vicepresidente. Luego de tantas idas y vueltas la fecha de fundación del club se estableció el 3 de octubre de 1970.
Sin embargo, aún faltaba conseguir un predio para la cancha del club. Pasaron por predios en Dos esquinas en el actual barrio IPPV, en Cuatro esquinas hasta que finalmente se firma el convenio con la Municipalidad y luego de gestiones realizadas con la mediación del concejal Néstor García con fecha el 15 de octubre de 1975 se firma el convenio con la Municipalidad de Cipolletti por el cual se cedían las tierras ubicadas en el Paraje Pichi Ruca por el término de 20 años renovables y con una superficie de tres hectáreas.
Así llegó a contar con un campo de juego de primera línea que fue sede de las finales del 36º Campeonato Argentino de Rugby. Cuenta también con un campo suplementario, un campo de entrenamiento nocturno, parquización de espacios libres, albergue, vestuarios de primera categoría, piscina, bar y comodidades para que los integrantes y visitantes del club disfruten a diario.

## Canción de Marabunta
La letra y música de la Canción de Marabunta Rugby Club son de Eduardo Gabriel Barcos.

Es la fuerza de tu ser 

Siéntelo 

Ven, únete a los demás, 

por el deporte, por la integridad. 

Honor como virtud, 

Marabunta Rugby Club. 

Estribillo
Con pasión, con valor y con fervor, 

sentimos siempre que podemos ganar, 

como podemos perder, 

pero la esencia del espíritu quedará. 

I Bis
En milnuevesetenta 

nace y... va

creciendo esta entidad 

por los que estamos, por los que hoy no están. 

Homenaje y gratitud, 

Marabunta Rugby Club.

Estribillo
Con pasión, con valor y con fervor, 
sentimos siempre que podemos ganar, 
como podemos perder, 
pero la esencia del espíritu quedará

## Historial de presidentes
| Presidentes                            |
| [1970 - 1972] Jorge Augusto Badillo    |
| [1972 - 1980] Juan Nahuel Pagano       |
| [1980 - 1982] Andrés Mc Donald         |
| [1982 - 1988] Jorge Alfredo Izaguirre  |
| [1988 - 1991] Carlos Daniel Lomazzi    |
| [1991 - 1993] Raúl París               |
| [1993 - 1995] Vicente Santos Márquez   |
| [1995 - 2000] Hernando Diego Segovia   |
| [2000 - 2004] Alejandro Schroeder      |
| [2004 - 2006] Pablo Olavegogeascoechea |
| [2006 - 2013] Daniel Feijoo            |
| [2013 - 2015] Adrián Garnero           |
| [2015 - 2017] Facundo Bancora          |
| [2017 - 2021] Marcelo Cerri            |
| [2021-2023] Oscar Franchi              |
| [2023-2025] Marcelo Cerri              |